# 게임동아

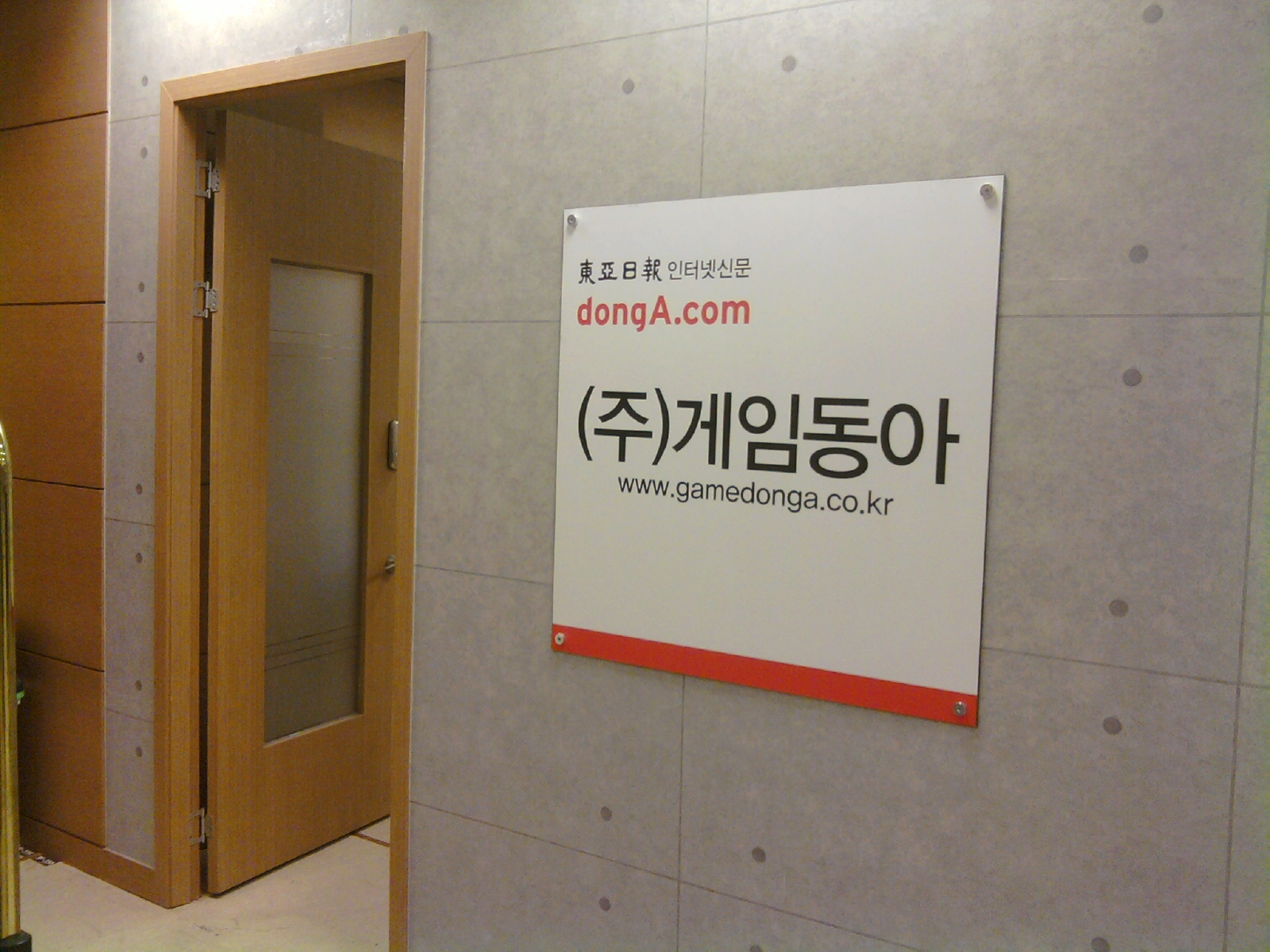
신도림 인텔 e-스타디움 내부에 위치해 있는 게임 동아 사무실

게임 동아 (Game Donga)는 2004년 6월 28일 설립되었으며, 동아일보사의 자회사 '동아닷컴'과 게임 웹진 '게임 그루'가 합작, 설립한 게임 전문 미디어 그룹이다. PC, 콘솔, 온라인, 모바일, 휴대용, 보드 게임 등 종합적인 게임 분야 정보를 다루고 있다. 또한 국내 최대 규모의 e스포츠 및 게임 경기장으로 신도림 테크노마트에 위치한 인텔 e-Stadium을 운영하고 있다.

## 갤러리

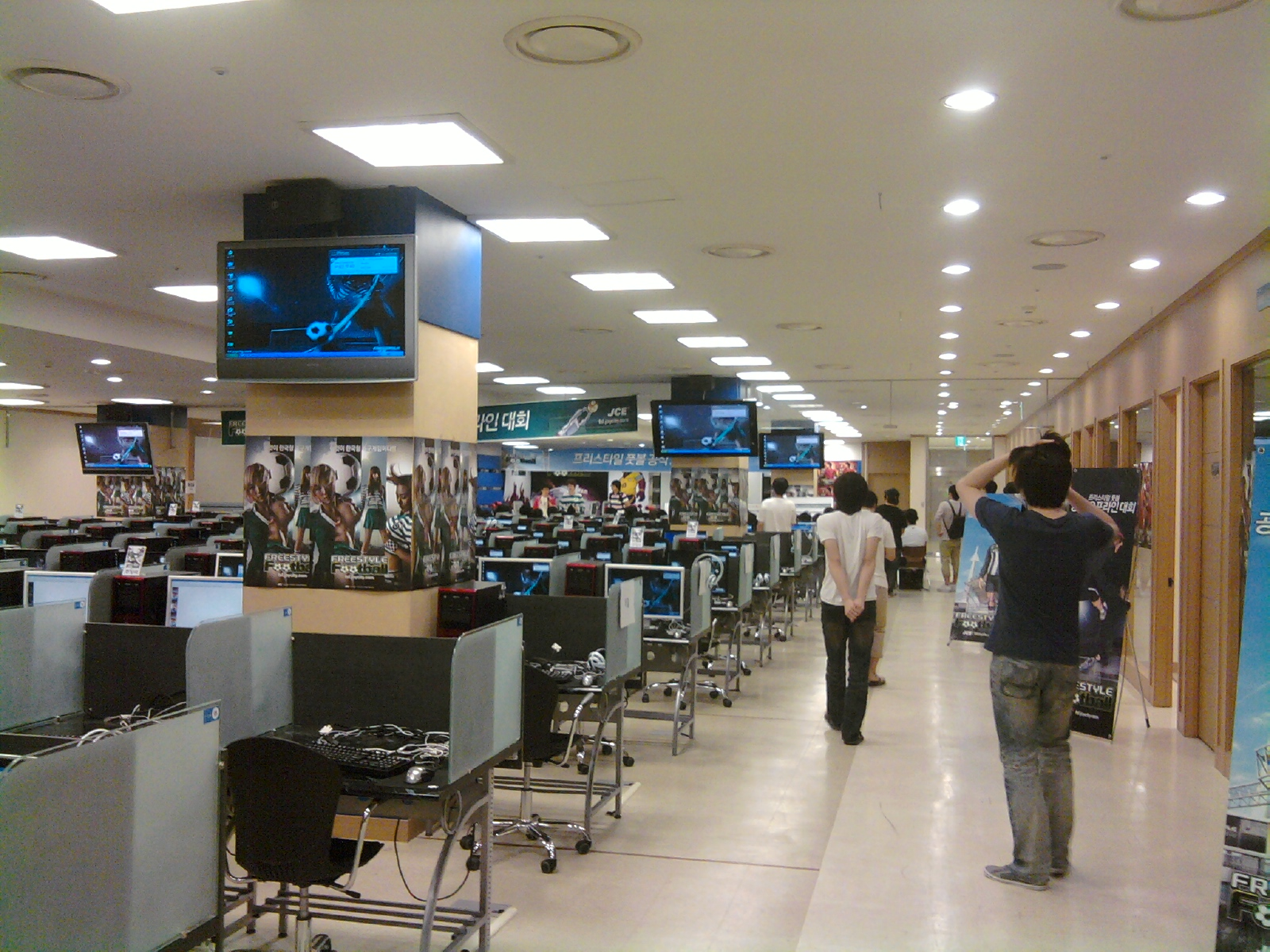

1. ↑  월간지 없이 온라인으로 진행하고 있음